# Vore mindste Københavnere
|  | Denne artikel er oprettet af botten PalnaBot ud fra en ekstern database. Den kan derfor have sproglige fejl eller mangler. Denne skabelon kan fjernes efter kontrol af indholdet. |

Vore mindste Københavnere er en dokumentarfilm instrueret af Valdemar Andersen efter manuskript af Valdemar Andersen.

## Handling
Skildring af, hvad det offentlige gør for spædbarnet og børnehavebarnet.